# Coleção Hirschsprung

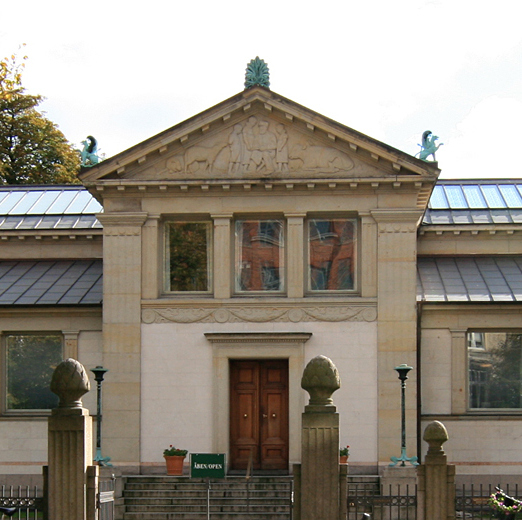
Entrada do museu que abriga a Coleção Hirschsprung

A Coleção Hirschsprung (dinamarquês: Den Hirschsprungske Samling) é um museu de arte localizado na capital da Dinamarca, Copenhague. Ele está localizado em um parque em Østre Anlæg, perto do Museu Nacional de Arte da Dinamarca, e abriga uma grande coleção de arte dinamarquesa do Século XIX e início do Século XX. A ênfase está na Idade de Ouro dinamarquesa, de 1800 a 1850, mas também os Pintores Skagen e outros representantes da Revolução Moderna estão bem representados.
O museu foi construído em torno da coleção de arte pessoal de Heinrich Hirschsprung, um fabricante de tabaco e patrono das artes que fundou sua coleção de arte em 1865. Quase quatro décadas depois, em 1902, ele declarou que doaria ao Estado dinamarquês. O museu, concluído e inaugurado em 1911, está em um edifício de neoclássico construído sob projeto de Hermann Baagøe Storck.

## História

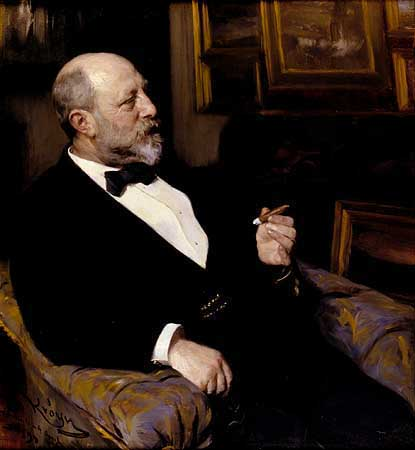
Heinrich Hirschsprung, o fundador do museu, pintado por seu amigo Peder Krøyer em 1899

### A coleção
Heinrich Hirschsprung foi um empresário fabricante de tabaco na A.M. Hirschsprung & Sønner. Ele era casado com Pauline Jacobson, e o casal tinha um profundo interesse pelas artes e contava com muitos artistas proeminentes de sua época entre seus amigos íntimos, incluindo o escritor Holger Drachmann e o pintor Peder Severin Krøyer, ambos associados aos Pintores de Skagen. Ao longo de um período de quatro décadas, começando em 1866, Hirschsprung construiu uma extensa coleção de arte dinamarquesa do início do Século XVIII até seus dias.
A coleção foi exibida ao público pela primeira vez em 1888 em Charlottenborg. Isso aconteceu em conexão com a Exposição Nórdica de Indústria, Agricultura e Arte, que se esperava atrair muitos visitantes estrangeiros a Copenhague. O catálogo da exposição exibiu 313 itens, representando cerca de 60 artistas dinamarqueses. Cerca de metade eram pinturas, enquanto o resto eram desenhos, aquarelas, pastéis e algumas esculturas.

### Planejamento do museu

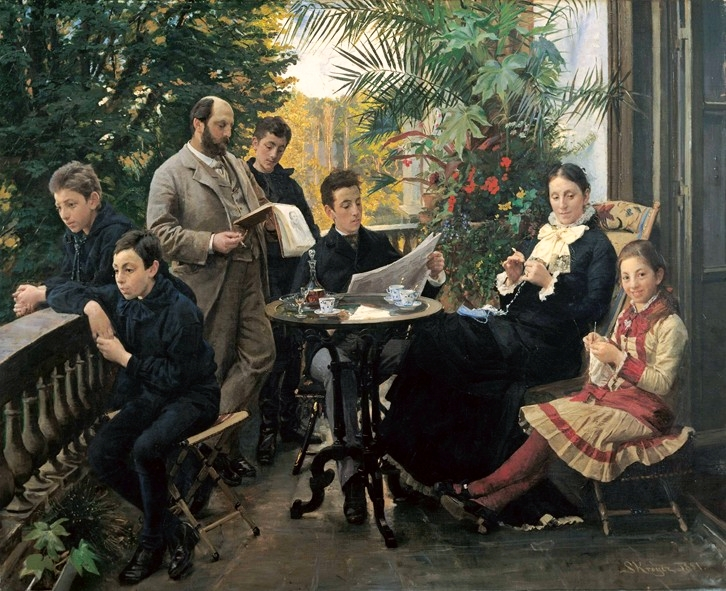
A Família Hirschsprung, de Peder Krøyer (1881)

Em 1900, Pauline e Heinrich Hirschsprung decidiram doar sua coleção de arte ao estado dinamarquês. Eles tinham uma escritura de doação lavrada, que foi depositada no Ministério de Assuntos Culturais dinamarquês. No entanto, a doação só foi divulgada dois anos depois, em 1902, quando a coleção foi novamente exposta em Charlottenborg. No mesmo evento, o historiador da arte Emil Hannover foi encarregado de catalogar o acervo. A exposição em Charlottenborg também incluiu representações do edifício planejado do museu, que havia sido projetado pelo arquiteto Hermann Baagøe Storck. Não gostando do estilo historicista que dominava a arquitetura dos museus em Copenhague na época, era de importância crítica para Hirschsprung que a coleção fosse colocada em um edifício independente construído com um design mais "sóbrio"; ele também queria que o museu ficasse no terreno onde ficava as muralhas de Copenhague, onde uma série de novos museus haviam sido inaugurados na virada do século, incluindo o Museu Nacional de Arte da Dinamarca.
Nos termos da escritura de doação, o Estado dinamarquês e a cidade de Copenhague, por seu lado, foram obrigados a disponibilizar um local e um edifício para a sua exposição. Esse esquema era semelhante ao que havia sido acordado em conexão com a fundação da Gliptoteca Ny Carlsberg de Carl Jacobsen. Mesmo assim, a demanda de Hirschsprung por um edifício independente deu origem a um debate político sobre a política artística que durou vários anos e colocou os planos em espera.
Enquanto as discussões decorriam, Hirschsprung continuou a construir a coleção com aquisições como obras de Joakim Skovgaard para a decoração da Catedral de Viborg e uma série de obras de artistas contemporâneos como Michael Ancher, Anna Ancher e Vilhelm Hammershøi da coleção de arte do colecionador Alfred Bramsen. Vários indivíduos também prometeram doar obras para a coleção assim que ela passasse à propriedade pública, enquanto outras foram compradas por Hirschsprung.
Para transformar a coleção em uma exibição representativa da arte dinamarquesa do Século XIX, Hirschsprung também começou a adicionar esculturas às suas coleções, usando o escultor e amigo de sua família Ludvig Brandstrup como conselheiro. Em menos de um ano, Hirschsprung conseguiu coletar a grande maioria das 180 esculturas incluídas no catálogo de 1902. A coleção representa 20 escultores dinamarqueses.

### Construção e inauguração

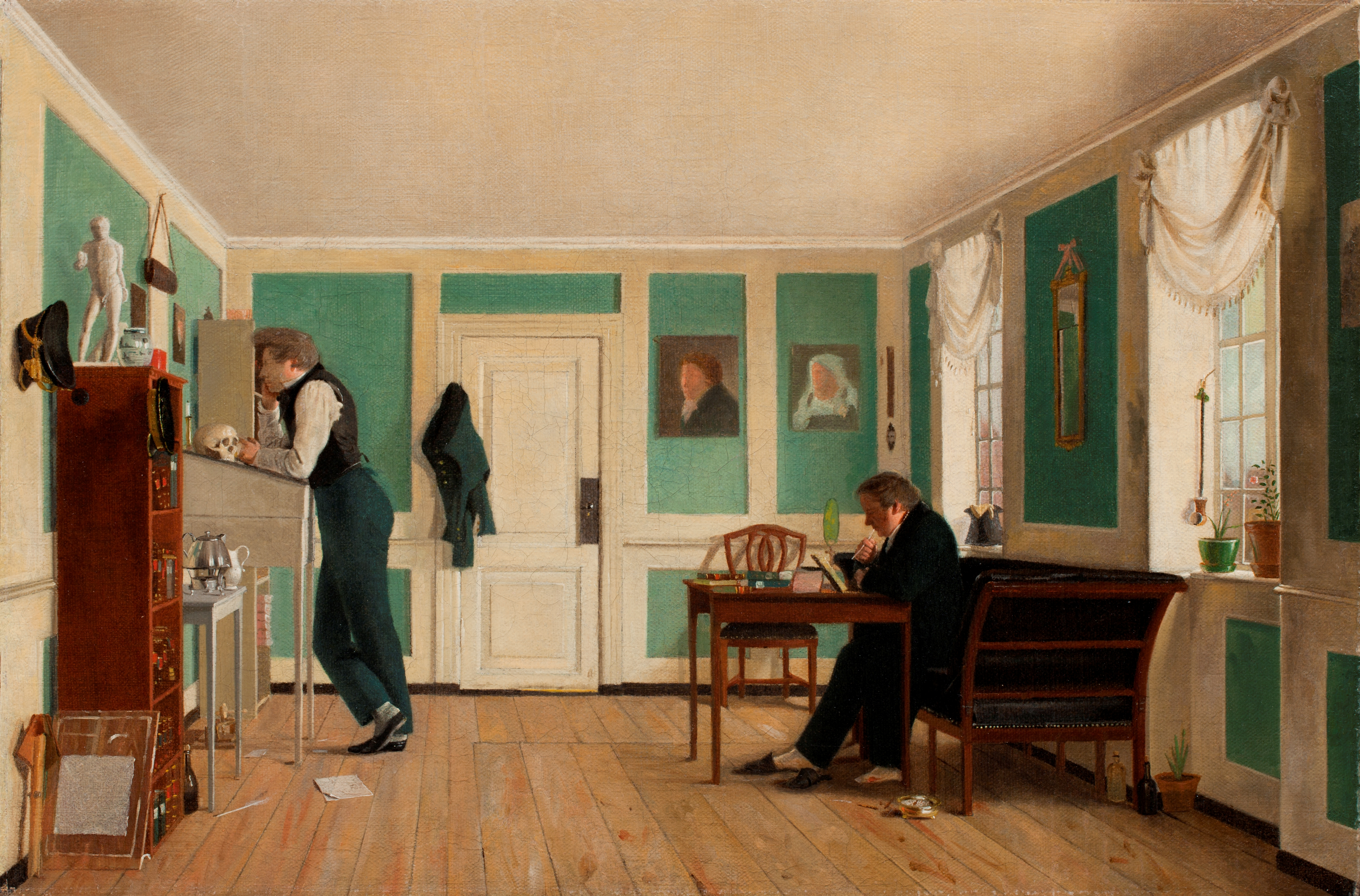
Interior de Amaliegade com os Irmãos do Artista, Wilhelm Bendz, c. 1829. Adquirido por Hirschsprung em 1901, mas só entrou na coleção em 1915 após a morte do colecionador

Em 1907, as negociações foram concluídas e foi decidido dar início à construção. O local escolhido foi em Østre Anlæg, um parque construído no terreno das antigas fortificações de Copenhague e onde também foi construída a Museu Nacional de Arte da Dinamarca. Heinrich Hirschsprung morreu no ano seguinte, em 1908, e por isso nunca viu seu museu se materializar. Emil Hannover, o historiador de arte que catalogou a coleção, foi encarregado do design de interiores do museu, bem como da curadoria da exposição. Ele pendurou as pinturas em ordem cronológica, no espírito de Hirschsprung.
A Coleção Hirschsprung foi aberta ao público em 1911. A viuva de Hirschsprung, Pauline Jacobson, esteve presente na inauguração oficial em 8 de julho, mas faleceu no ano seguinte.

## Prédio

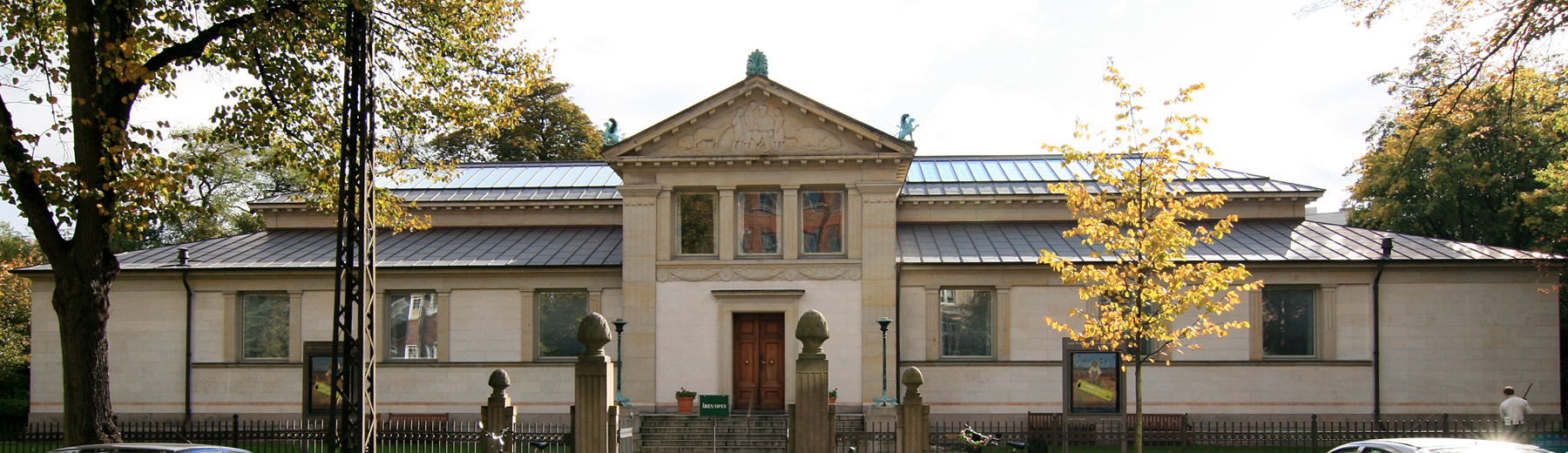
Fachada

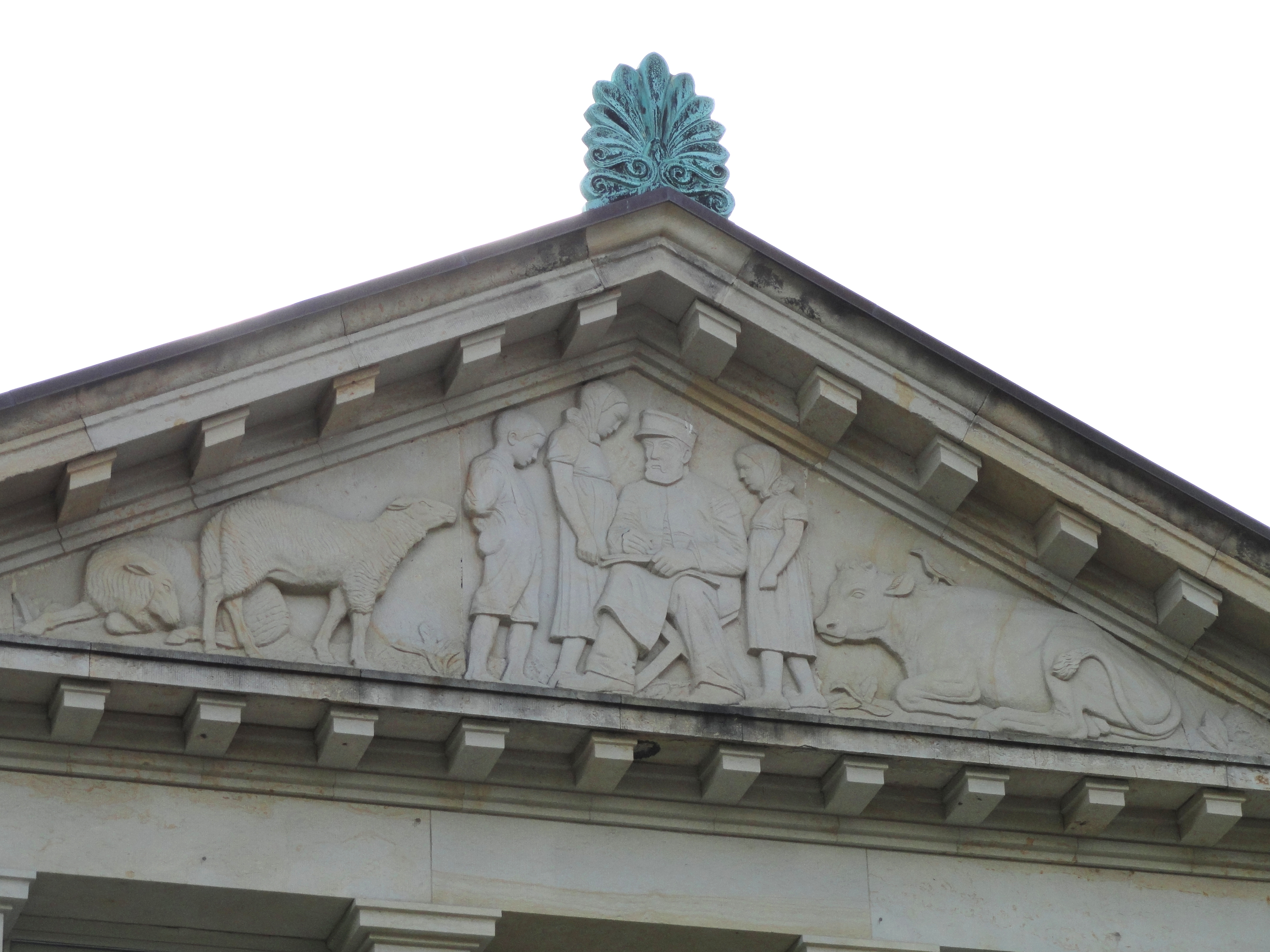
Detalhes da fachada

O edifício do museu é um edifício neoclássico simples com revestimento em mármore claro e uma fachada com frontões e pilastras dóricas. A planta baixa consiste em quatro grandes galerias iluminadas no topo rodeadas por galerias menores, "alcovas", com a luz entrando por janelas altas nas paredes.
Enquanto o edifício visto de fora tem a aparência de um templo de arte, o interior, com seus pequenos cômodos, tem a intimidade de uma casa particular.

O hall de entrada do museu tem um piso de mosaico de 1910 de Joakim Skovgaard no qual as plantas de tabaco estilizadas prestam tributo ao fundador do museu.

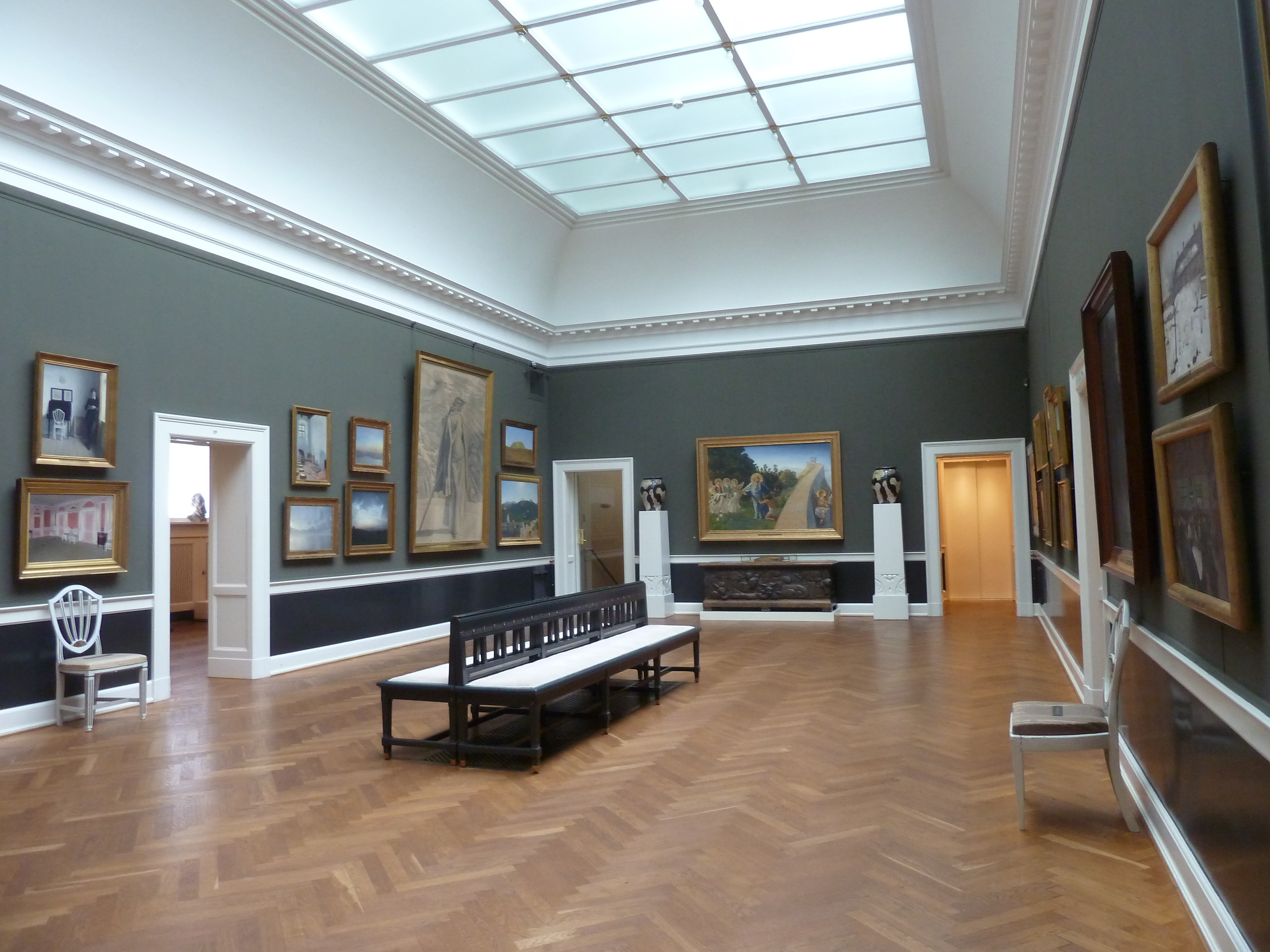
Um dos locais internos de exposição da galeria

## Coleções

### Idade de Ouro Dinamarquesa
O museu exibe mais de 700 obras de arte. A ênfase está na Idade de Ouro Dinamarquesa. Todos os principais pintores do período estão representados, incluindo Christoffer Wilhelm Eckersberg, Christen Købke, Constantin Hansen, Wilhelm Marstrand e Martinus Rørbye, além de muitos outros nomes.

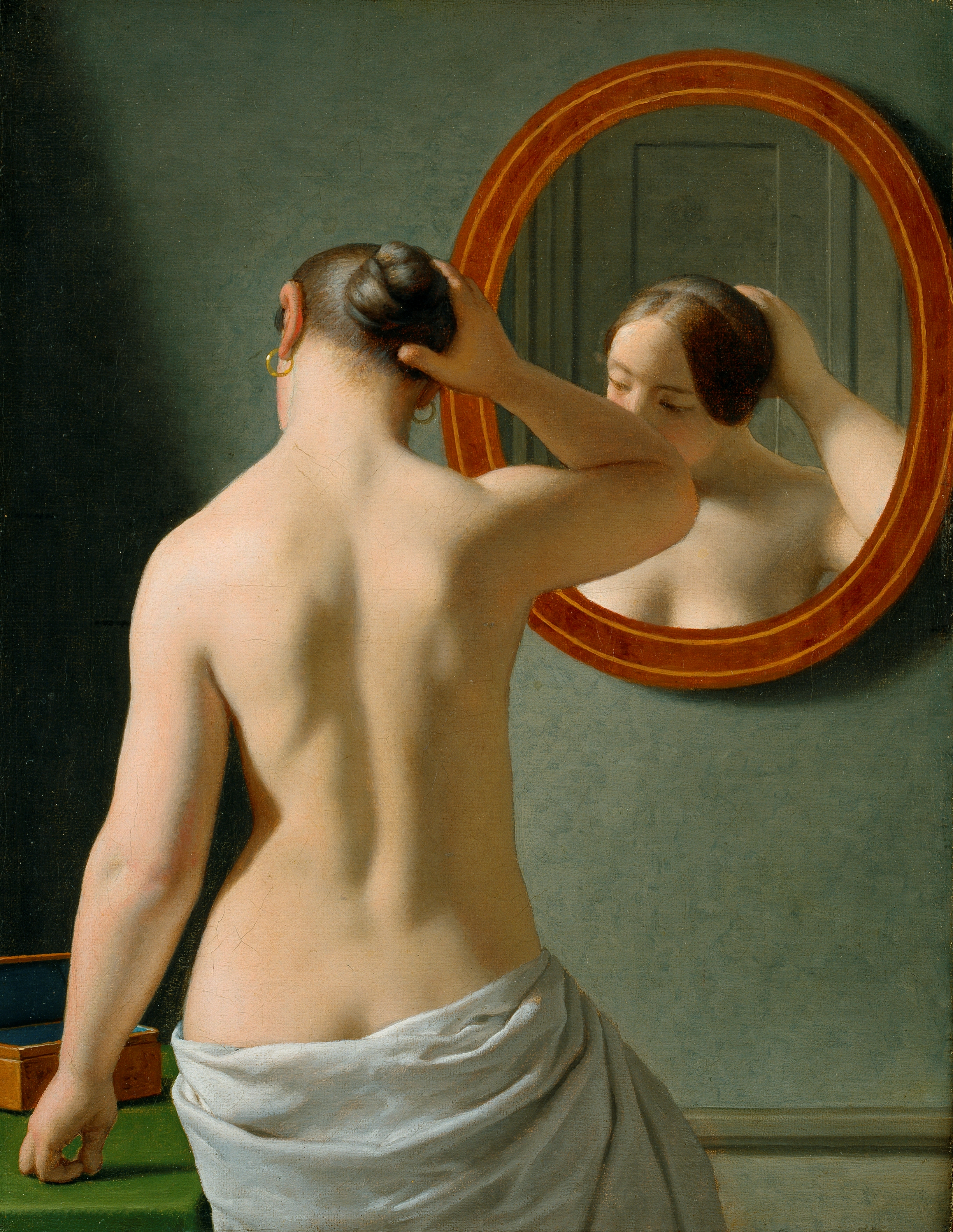
Christoffer Wilhelm Eckersberg, Mulher em Frente ao Espelho, 1841
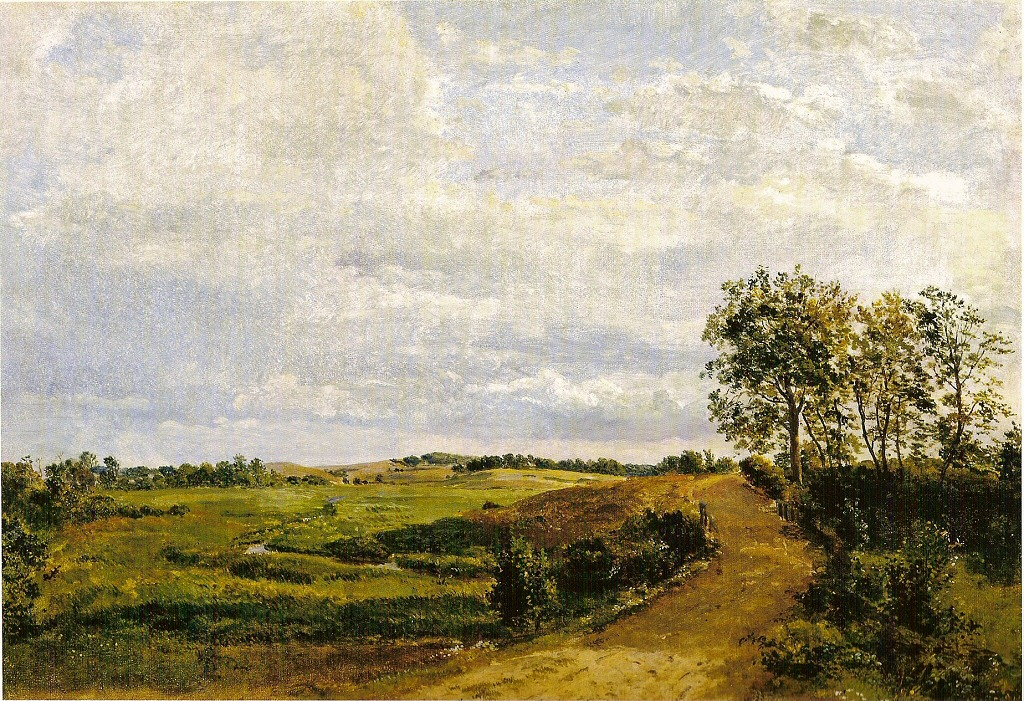
Dankvart Dreyer, Estrada Pelas Colinas, c. 1842

### Revolução moderna
A geração artística do final do Século XIX, também conhecida como a Revolução Moderna na pintura dinamarquesa, que rompeu com as restrições do Academismo tradicional e com a herança da Idade de Ouro, também está bem representada. Isso inclui:
- Pintores de Skagen, como Peder Krøyer, Michael Ancher e Anna Ancher;
- Theodor Philipsen, o principal representante do Impressionismo da Dinamarca;
- Symbolisterne, o movimento simbolista dinamarquês;
- Fynboerne, nativos de Funen, um grupo de artistas que se conheceram na escola de arte independente de Kristian Zahrtmann na década de 1880.

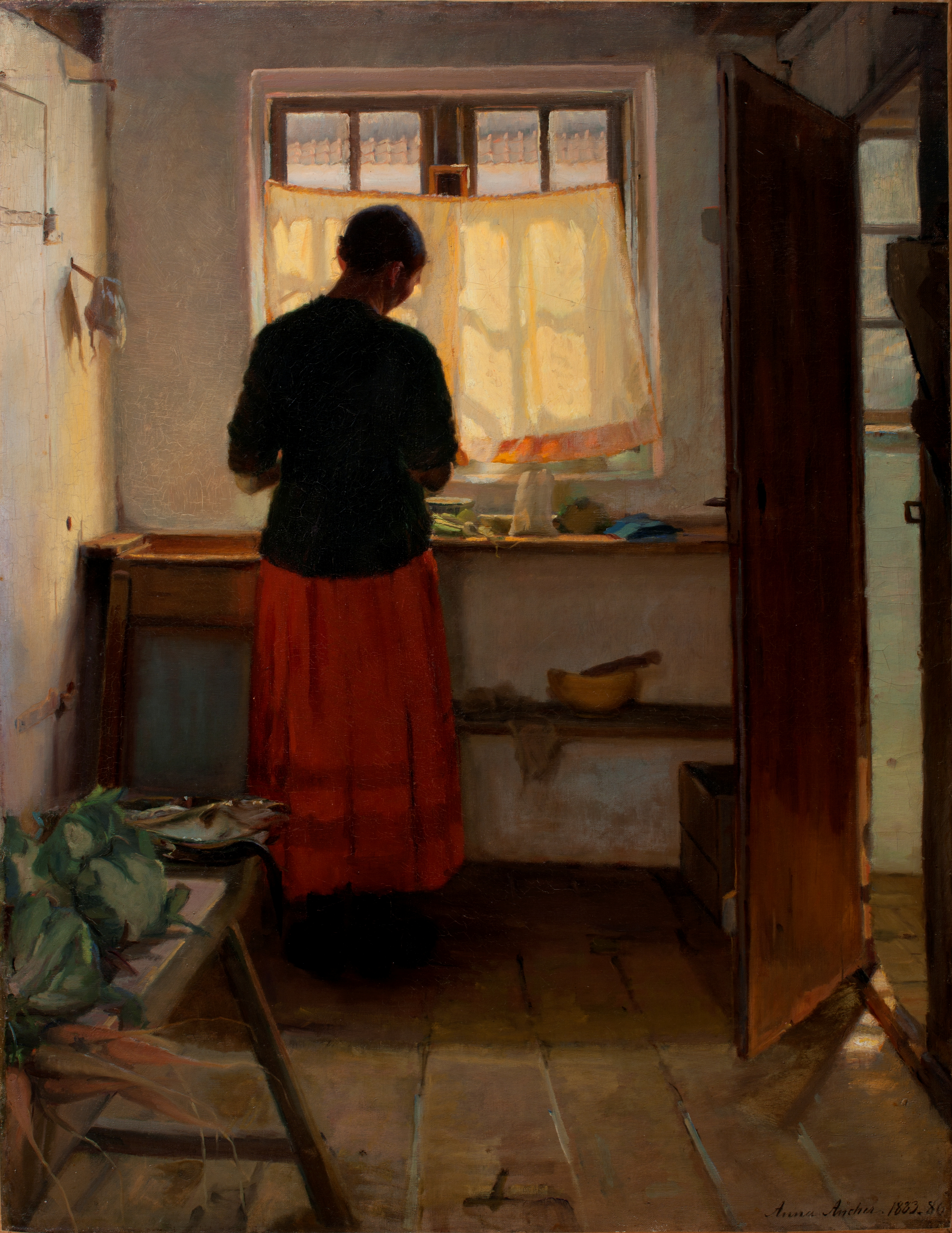
Anna Ancher, Garota na Cozinha 1886
Noite de verão na praia de Skagen. O Artista e sua Esposa, 1899

### Móveis de proveniência
As galerias menores do museu são decoradas com móveis projetados por artistas da Idade de Ouro e outros móveis de proveniência a eles associados. Isso foi feito por iniciativa de Emil Hannover, o primeiro diretor do museu, quando ele foi encarregado do design de interiores antes de sua inauguração.

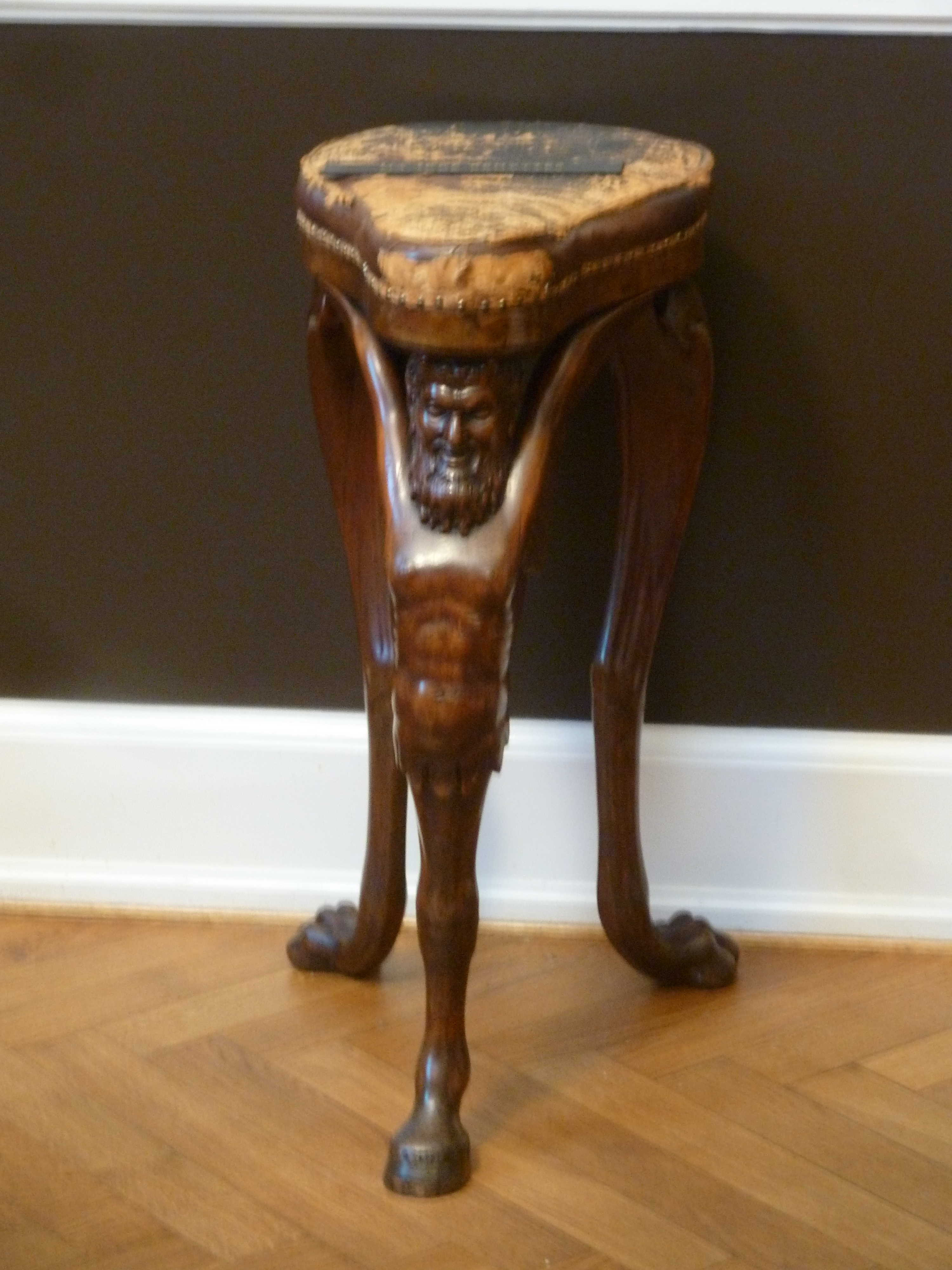
Banquinho da coleção
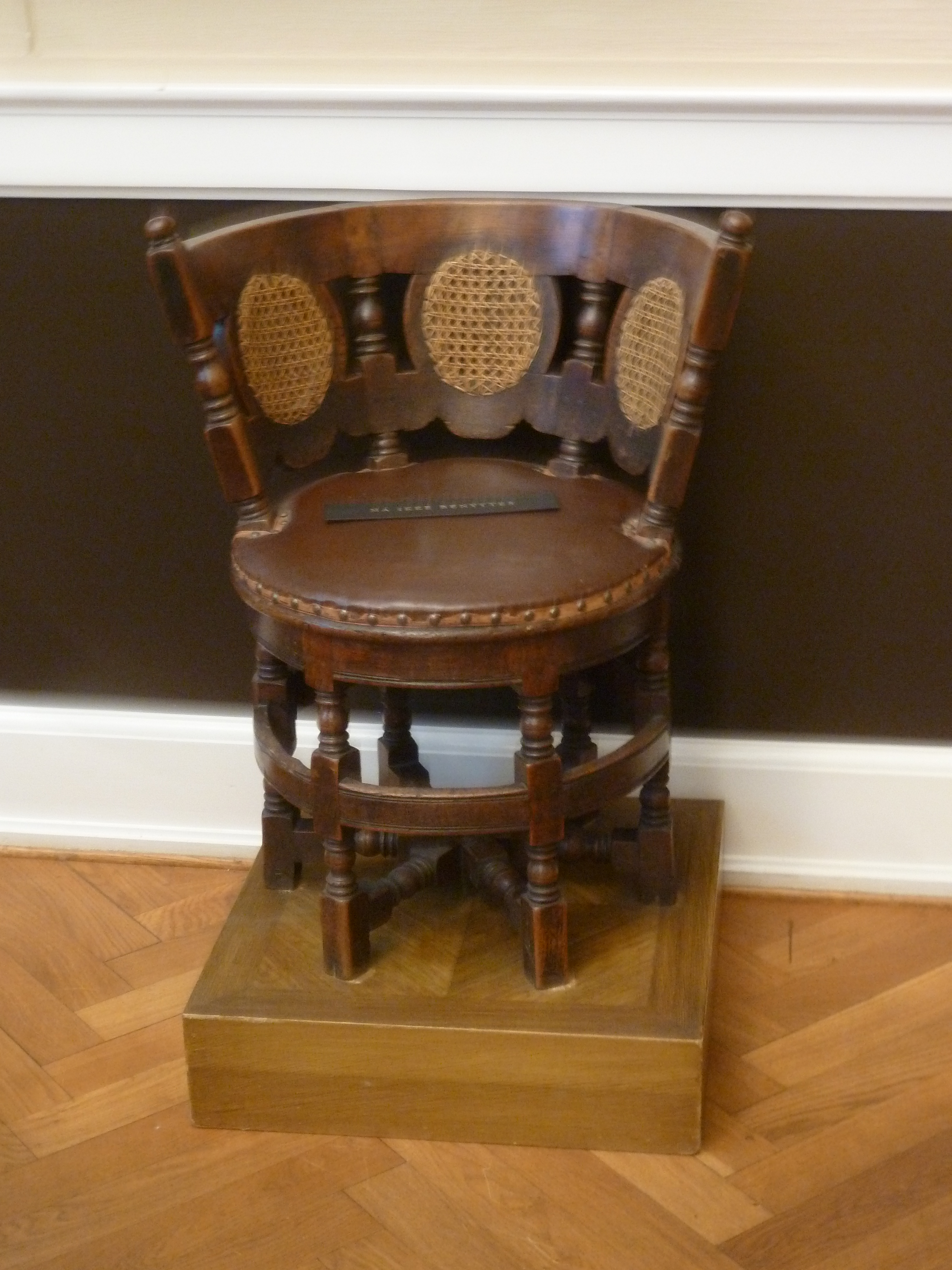
Banco com encosto da coleção

## Arredores

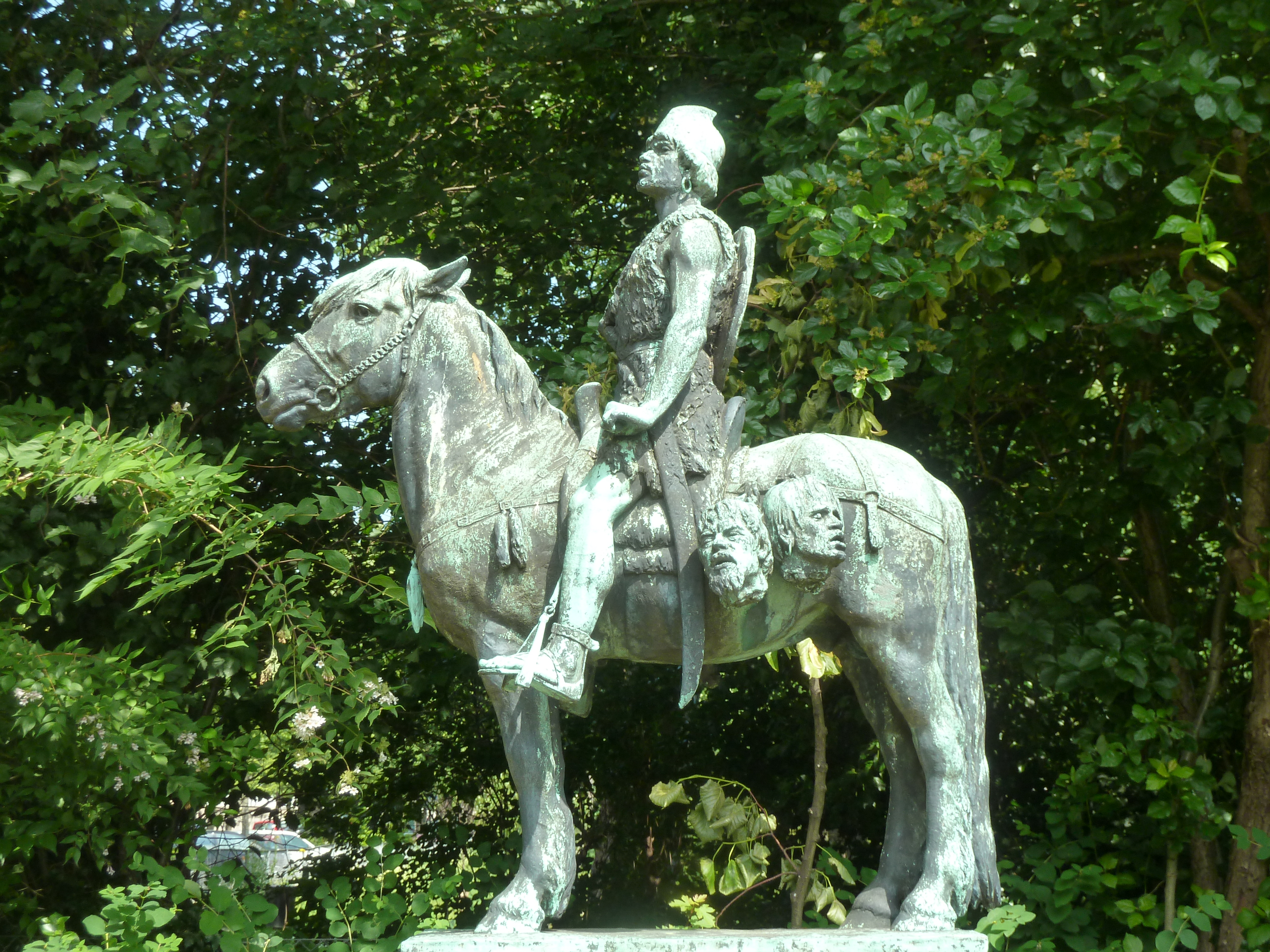
Um Bárbaro, de Carl Johan Bonnesen

Há um espaço retangular de paralelepípedos em frente ao museu. Em seu lado esquerdo, está a estátua Um Bárbaro de Carl Johan Bonnesen. Um caminho à direita do museu dá acesso ao Parque Ørsted perto da parte traseira da Museu Nacional de Arte da Dinamarca.

## Outras obras do acervo

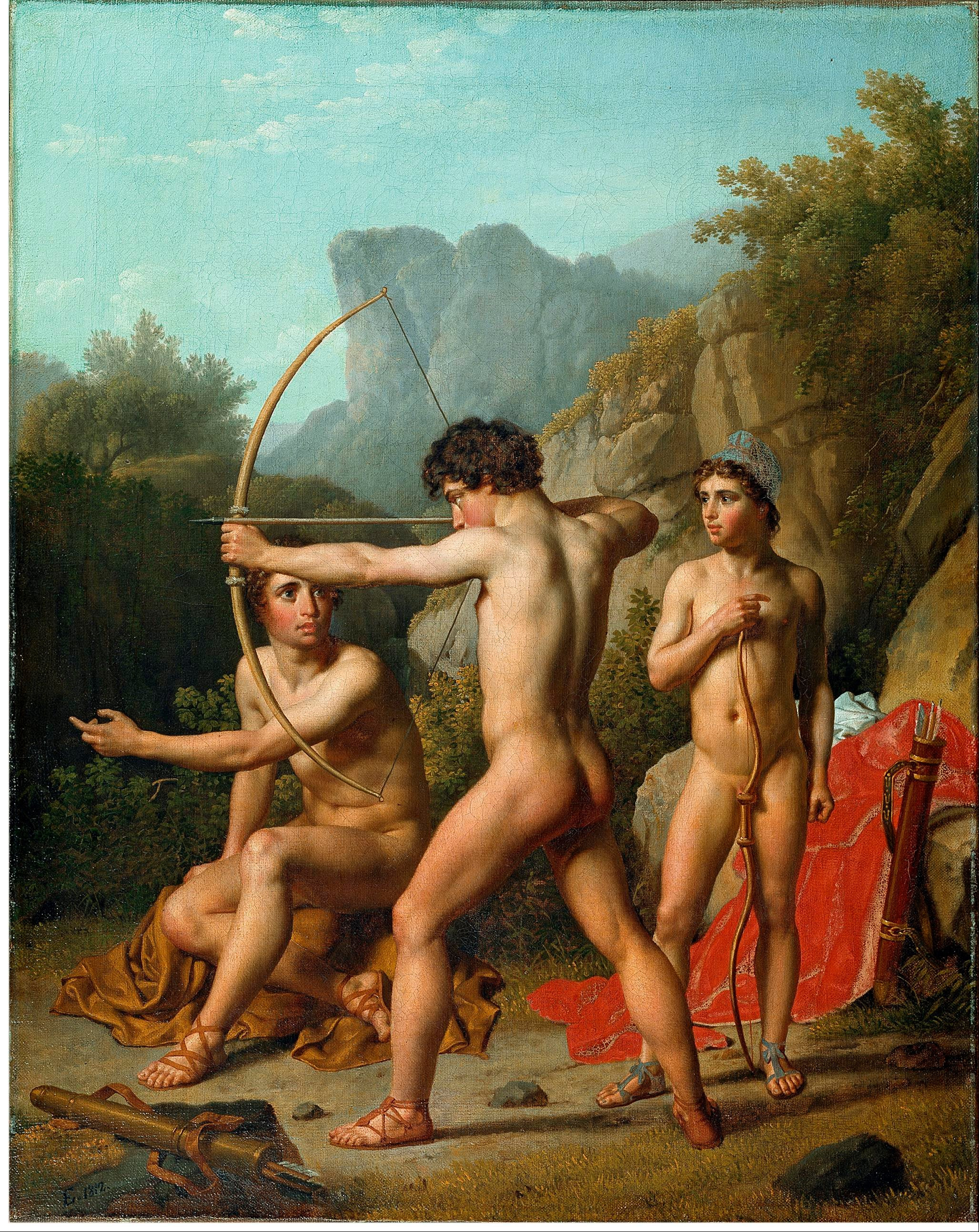
Christoffer Eckersberg: Três Garotos Espartanos Praticando Tiro Com Arco, 1812

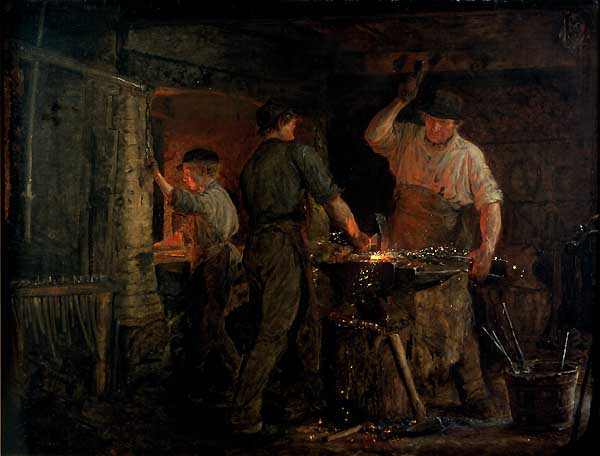
Peder Krøyer: Forja em Hornbæk, 1875
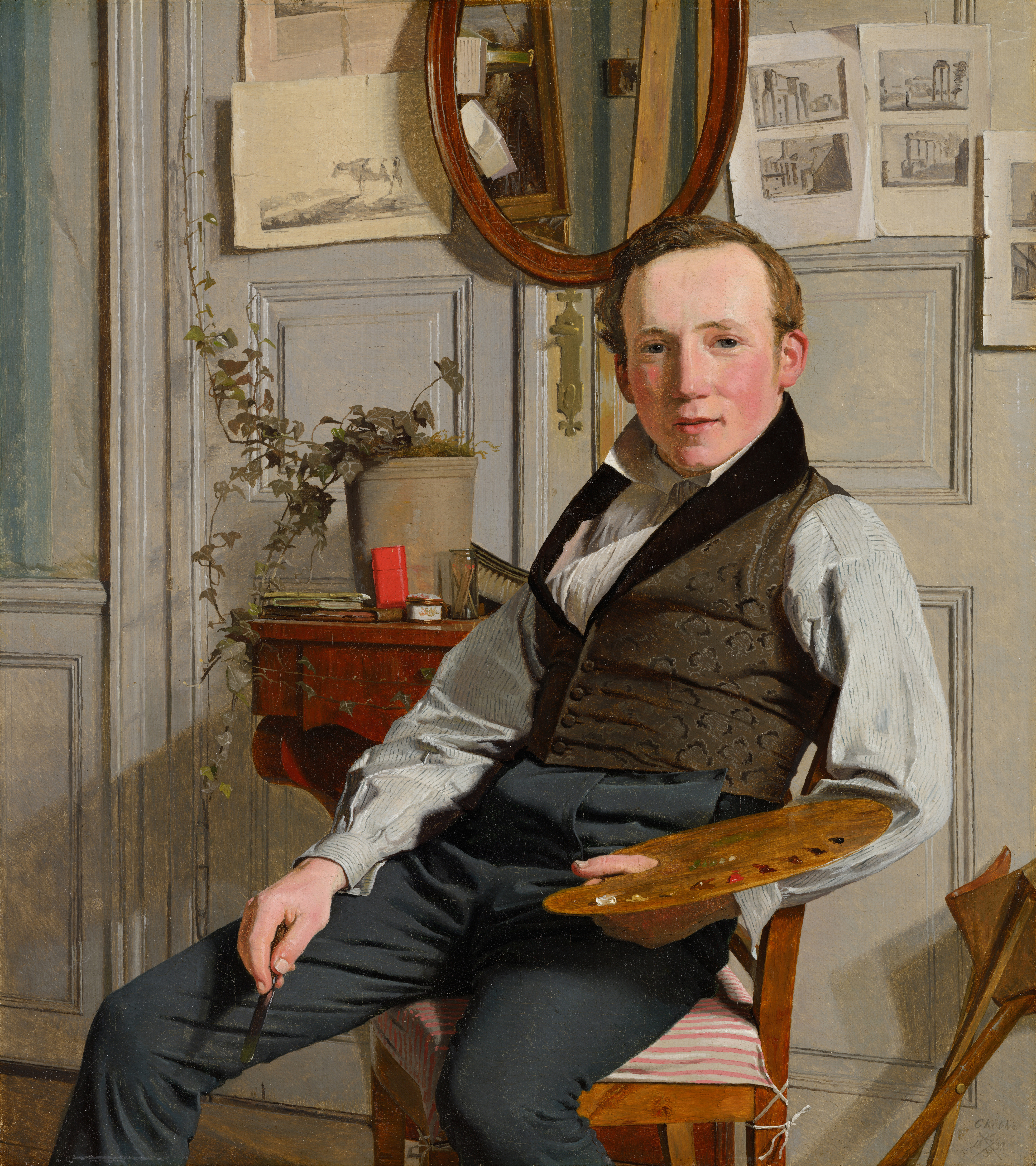
Christen Købke: Retrato do Pintor Frederik Södring, 1832
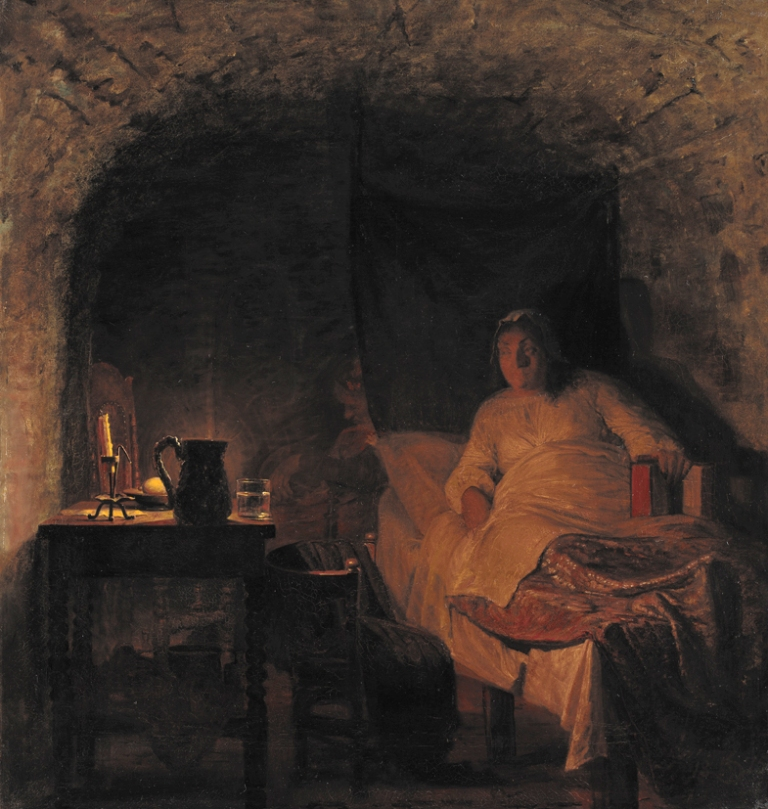
Kristian Zahrtmann: Leonora Christina no Cativeiro, 1875
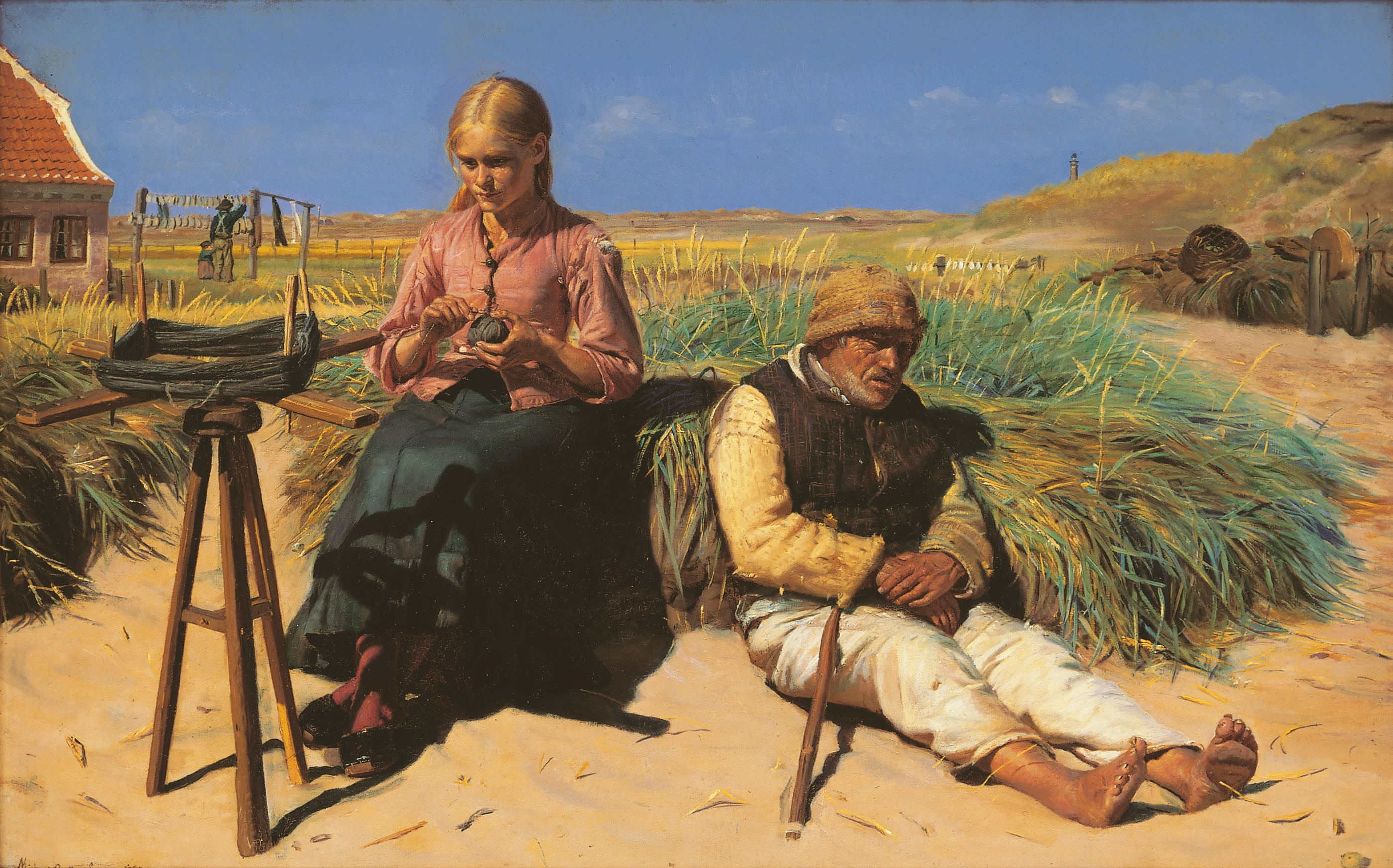
Mikael Anker: Figuras na Paisagem, 1880
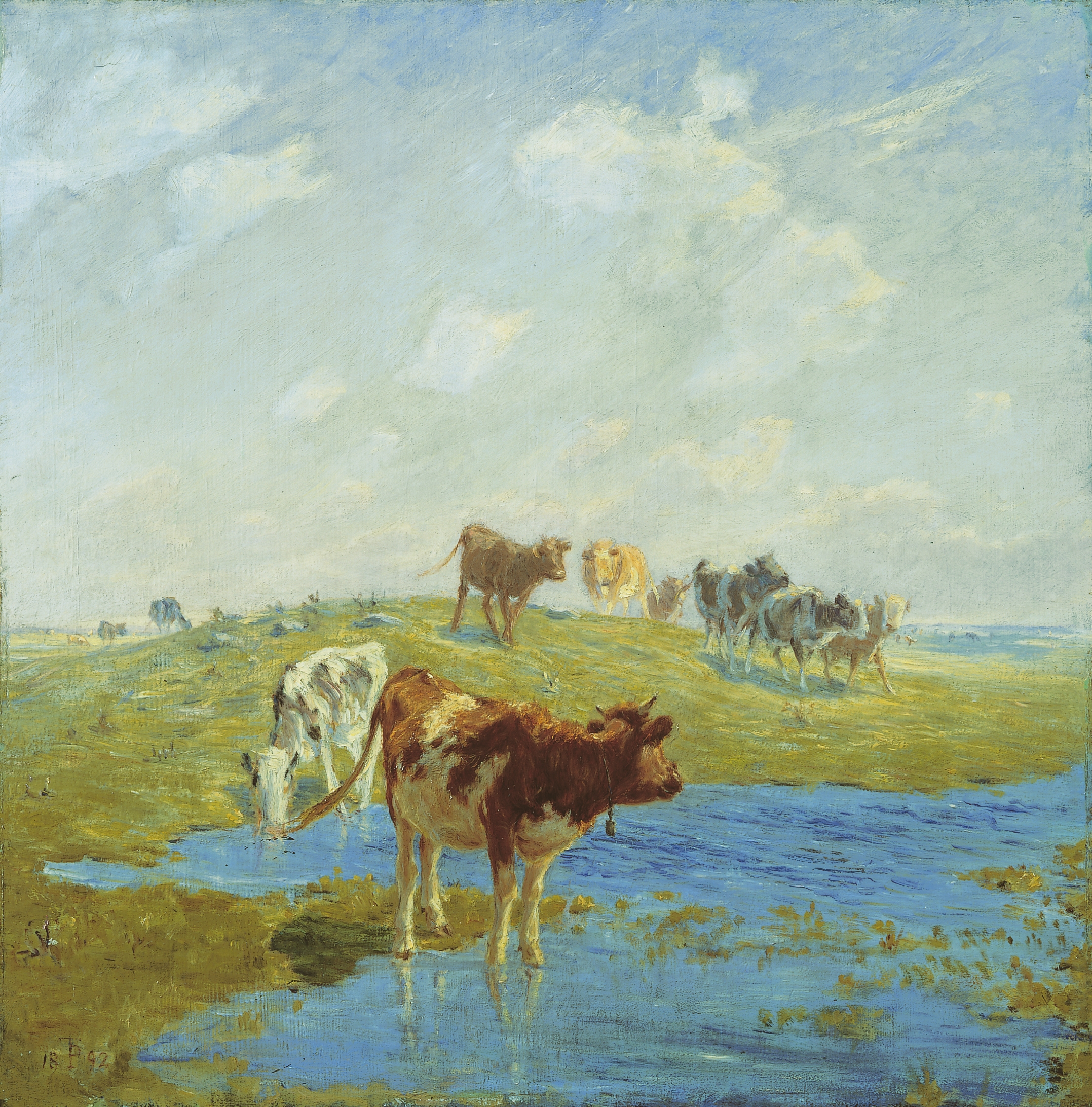
Theodore Philipsen: A Maré, 1892
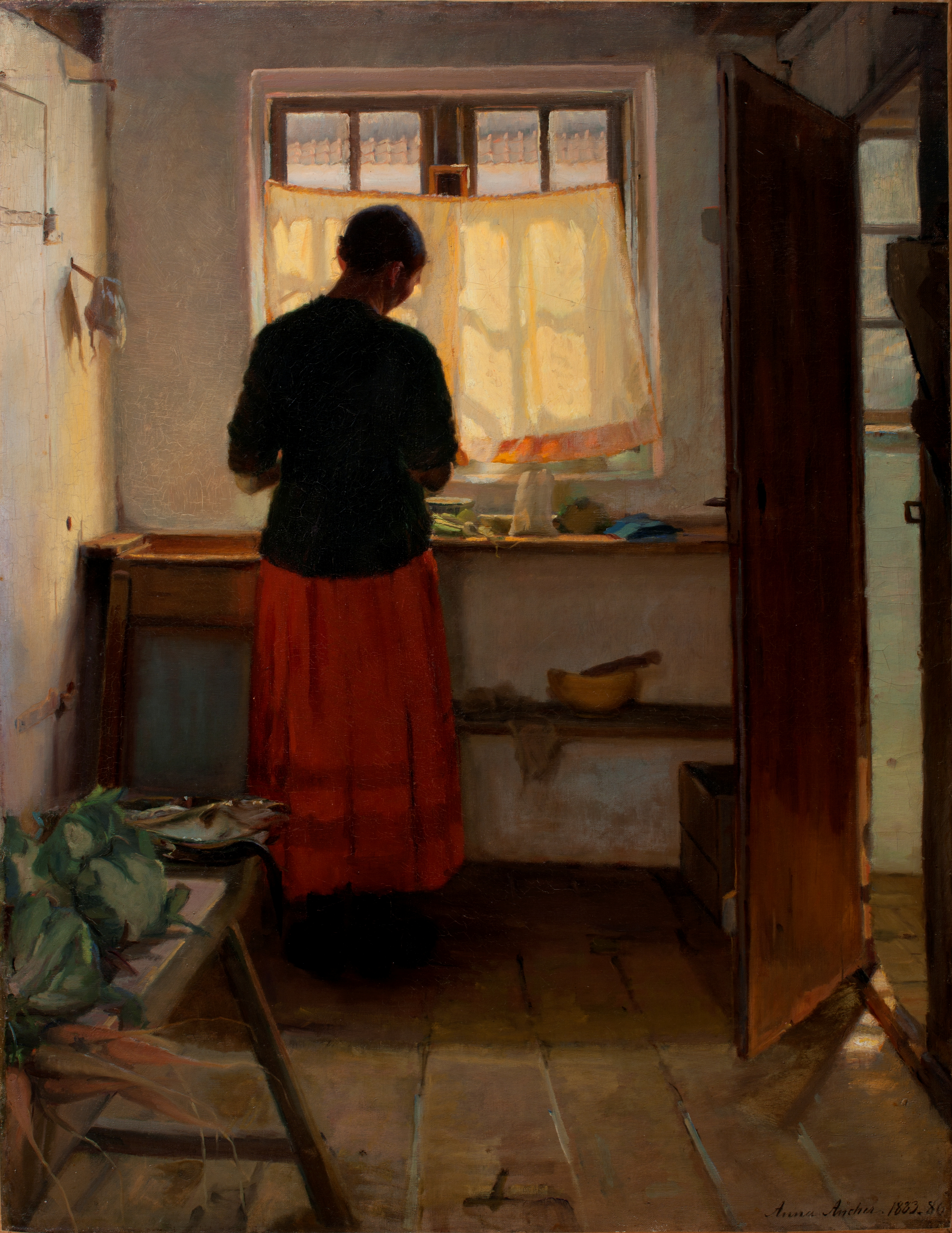
Anna Ancher: Garota na Cozinha, 1886
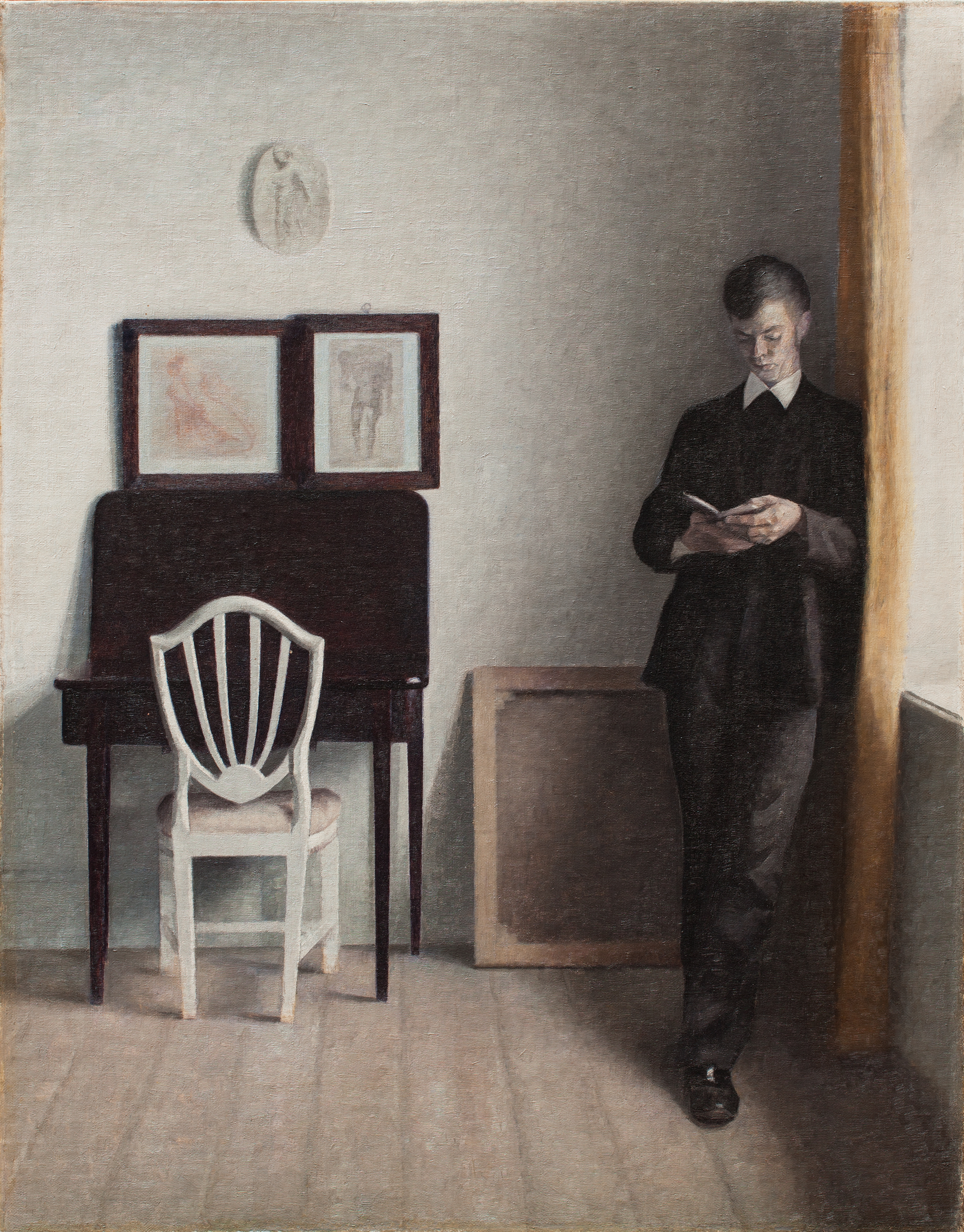
Vilhelm Hammershøi: Interior com Jovem Homem Lendo, 1898
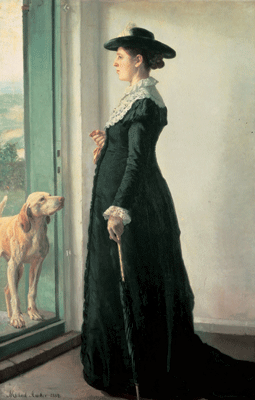
Michael Ancher: Retrato da Minha Esposa, 1884
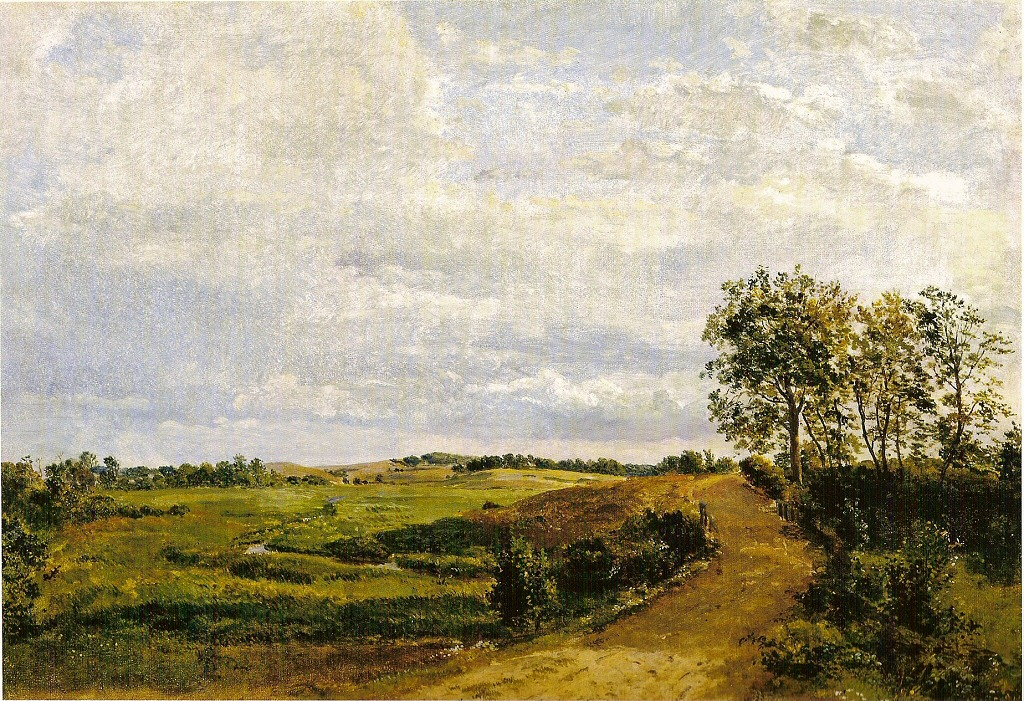
Dankvart Dreyer: Estrada sobre Colinas, c. 1842
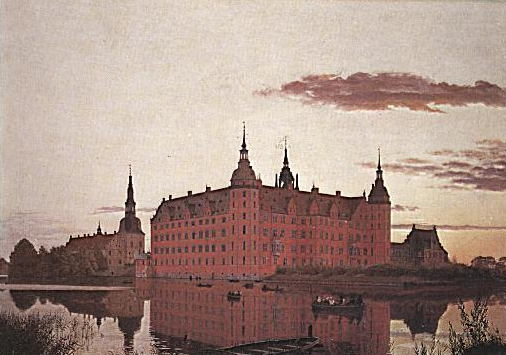
Christen Købke: Palácio de Frederiksborg, 1835
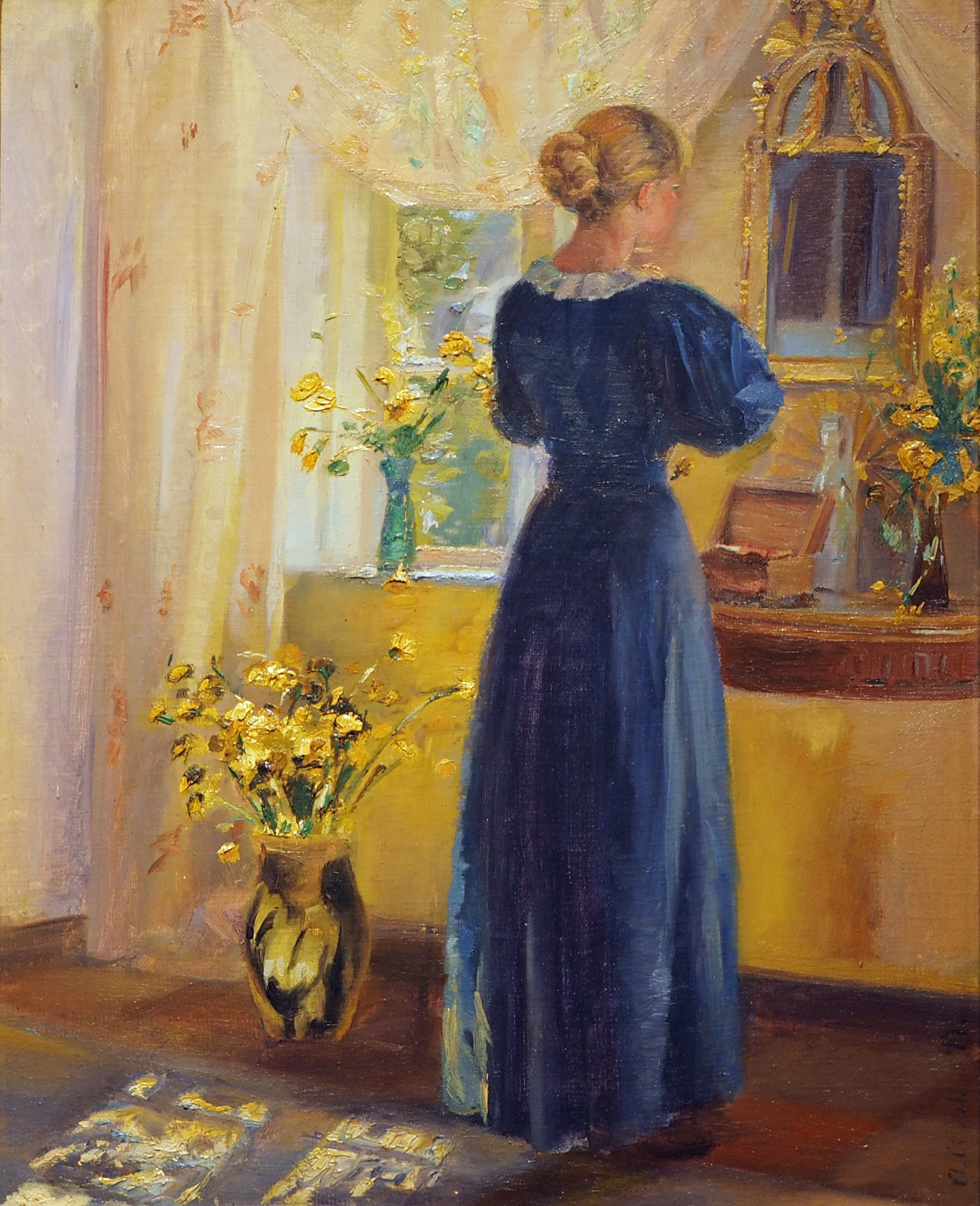
Anna Ancher: Interior com uma Jovem em Frente ao Espelho, 1899
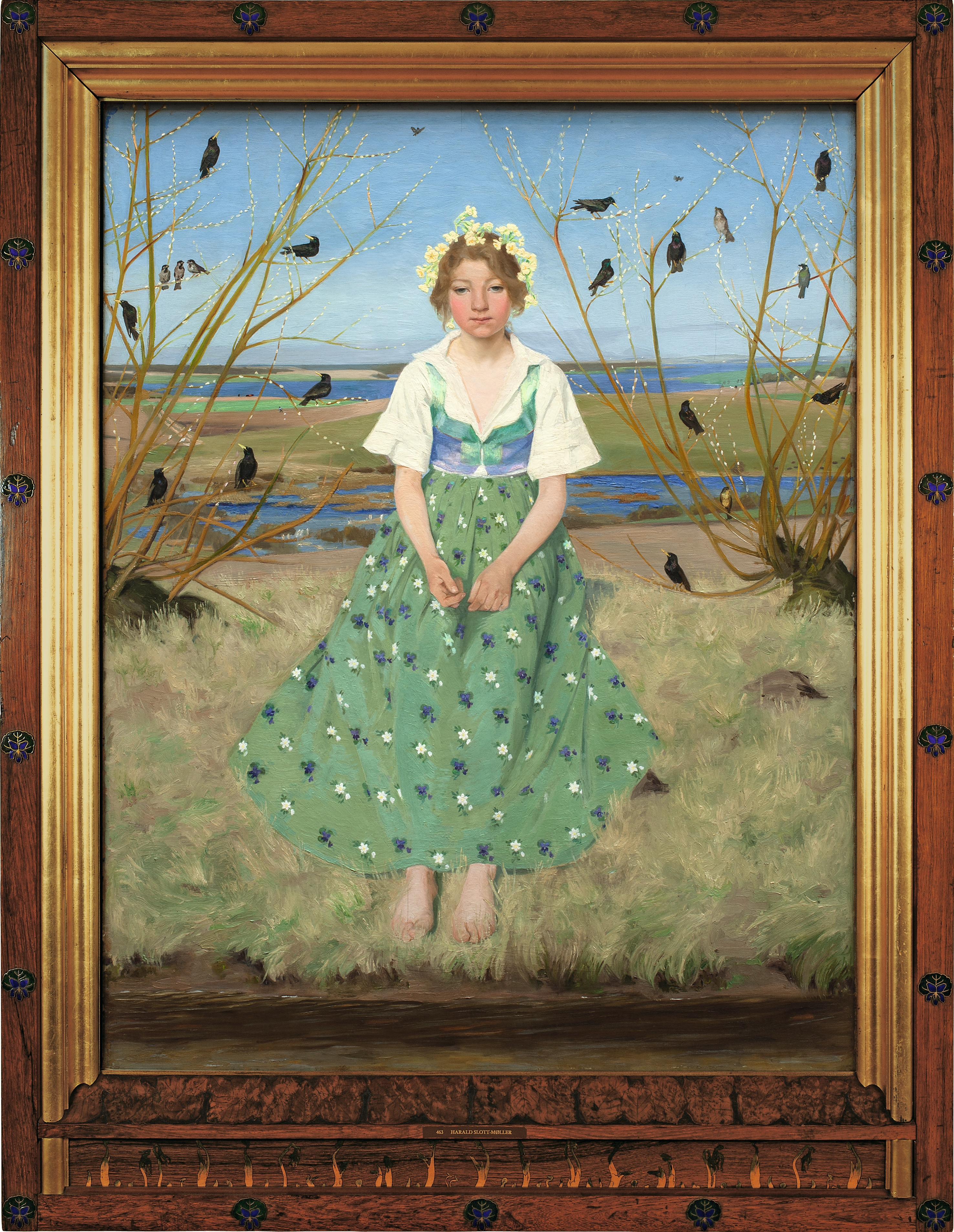
Harald Slott-Møller: Primavera, 1896

## Panorama

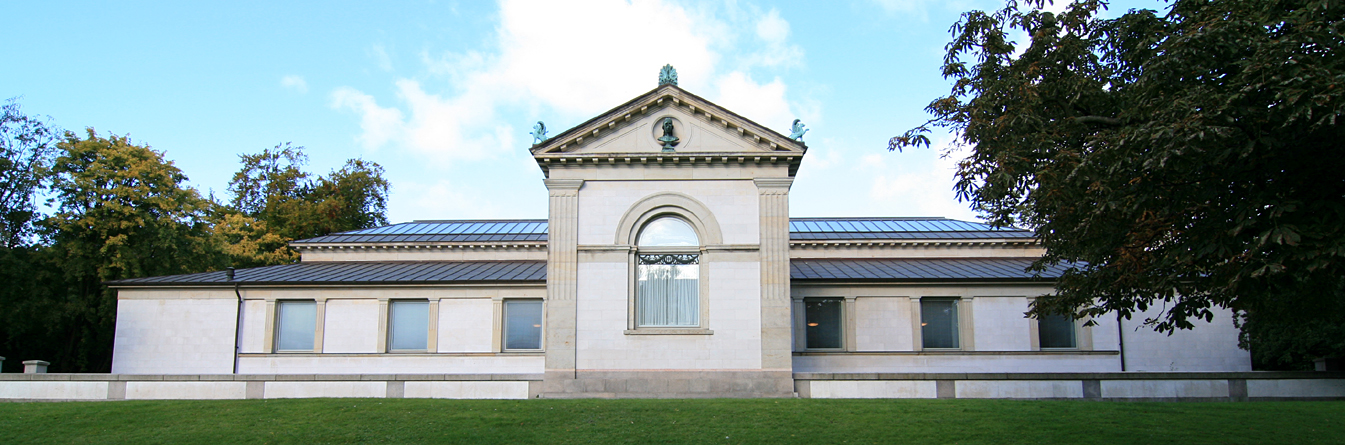
Parte traseira do prédio do museu de frente para Østre Anlæg